# Sunday, Cruddy Sunday
"Sunday, Cruddy Sunday" är avsnitt 12 från säsong tio av Simpsons och sändes på Fox den 31 januari 1999, samma dag som Super Bowl XXXIII och premiären av Family Guy. I avsnittet träffar Homer researrangören Wally Kogen som låter Homer följa med till Super Bowl om han kan ordna passagerare. Medan Homer tar med sig Bart och sina vänner till Florida och Super Bowl-matchen börjar Marge och Lisa pyssla med "Vincent Price's Egg Magic". "Sunday, Cruddy Sunday" regisserades av Steven Dean Moore och skrevs av George Meyer, Brian Scully, Mike Scully och Tom Martin. Troy Aikman, Rosey Grier, John Madden, Dan Marino, Rupert Murdoch, Dolly Parton och Pat Summerall gästskådespelar som sig själva och Fred Willard gör rösten till Wally Kogen. Avsnittet fick kritik av katoliker i USA efter ett skämt i en Super Bowl-reklamfilm som visas i avsnittet.

## Handling
Bart och Lisa är på studiebesök med sina klasskamrater på postkontoret, där eleverna får välja ut varsin obeställbar försändelse. Brevet som Bart väljer innehåller ett kuponghäfte, som han ger till sin far som en födelsedagspresent. Homer börjar använda kupongerna, men när han försöker utnyttja en kupong för gratis hjulbalansering tvingas han köpa fyra nya däck då försäljaren säger det vore olagligt att köra med de gamla. Homer träffar i bilverkstaden Wally Kogen som tvingats köpa ett Road King-paket när han ville låna verkstadens telefon. De inser båda att de blivit lurade och går tillsammans till Moe's Tavern för en öl. I baren tittar de på TV:n som visar en reklamfilm för Super Bowl-matchen. Wally berättar då att han driver en resebyrå som har chartrat en buss till matchen, och att Homer får åka med gratis om han kan skaffa resenärer så att den blir fullbokad. Homer börjar fråga sina vänner och ser snart till att bussen blir full och sedan åker de till Florida för att se finalen. Under tiden i Springfield har Marge och Lisa tråkigt. I ett skåp med sällskapsspel hittar Marge pusslet "Vincent Price's Egg Magic" som Patty och Selma givit dem. De upptäcker dock att fötterna saknas i lådan, så Marge ringer och klagar. Hon får prata med Vincent Price, som ber henne lämna sina uppgifter så att hans barnbarn Jody kan skicka fötterna med posten.
Super Bowl-matchen äger rum i Dolphin Stadium. Före matchen besöker sällskapet pre-game-festivalen, men när de ska gå in till arenan får de reda på att deras biljetter är falska, och tryckta på kex. Homers vänner blir arga på honom, han har ju lovat dem att se matchen. Han försöker då skaffa biljetter hos en svartabörshaj, men denne vägrar sälja till Homer. Bart får därefter en idé: de lurar i väg vakterna att jaga efter en skenande klädställning, samtidigt smiter de in på arenan. Vakterna upptäcker dock plankningen och sätter dem i arenans fyllecell. Matchen börjar och i Springfield börjar Marge och Lisa att titta på finalen. Under tiden sitter Homer och hans vänner kvar i fyllecellen, men då de sitter inspärrade passerar Dolly Parton förbi dem. Hon visar sig vara vän till Kogen och Parton använder sin makeupborttagning för att lösa upp låset och de bli fria och kan nu se matchen. Gänget besöker arenans lyxsvit och börjar titta på matchen därifrån, men då ägaren till Skyboxen, Rupert Murdoch, kommer in lämnar de skyboxen. De hamnar sedan i omklädningsrummet och blir instängda där när vinnarna till matchen kommer in, och de börjar fira segern tillsammans. Efteråt kommenterar John Madden och Pat Summerall avsnittet, och då de påpekar att man varken fick se en fotbollsmatch eller ett sångnummer blir de arga och kliver på en buss som passerar, körd av Vincent Price.

## Produktion
"Sunday, Cruddy Sunday" regisserades av Steven Dean Moore och skrevs av Tom Martin, George Meyer, Brian Scully och Mike Scully. Avsnittet sändes på Fox den 31 januari 1999 efter Super Bowl XXXIII-matchen och premiären av Family Guy. "Sunday, Cruddy Sunday" var Martins första manus, men författandet var lite annorlunda, eftersom fyra författare tillsammans skrev manuset. Scenen då Homer blev lurad av bilverkstaden skrevs av Brian Scully som baserar det på ett bedrägeri på en bilverkstad som han blev utsattes för. Delen med Marge och Lisa hemma i villan skrevs för att man ville se vad de gjorde medan Bart och Homer var på en utflykt, de försökte komma på den mest tråkigaste saken de kunde komma på och efter att de hört Dan Castellanetas parodiera Vincent Price kom de på "Vincent Price's Egg Magic". När Homer, Kogen och Moe pratar i baren håller de i en scen för sina munnar med ett ölglas. Det gjordes eftersom läpparna inte skulle synas när de pratar, eftersom deras repliker spelades in först efter animeringen och några dagar före Super Bowl-finalen.
Låtar som spelas i avsnittet är av NRBQ och Blur. Fred Willard gör rösten för Wally Kogen. De tillfrågade honom eftersom de velat ha honom i många år men inte hittat en lämplig karaktär. Hans namn är taget från för- och efternamnet på författarna Wallace Wolodarsky, och Jay Kogen. I avsnittet gästskådespelar de amerikanska fotbollsspelarna Rosey Grier, Troy Aikman och Dan Marino som sig själva. Även sångaren Dolly Parton och sportkommentatorerna John Madden och Pat Summerall gästskådespelar som sig själva. Från början var det tänkt att Murdochs röst skulle göras av Dan Castellaneta vilket han gjort i andra avsnitt, men när de för skojs skull frågade Murdoch själv ville han medverka. Bill Clinton medverkar också men hans röst gjordes av Harry Shearer.

## Kulturella referenser
I scenen med Bill Clinton är Al Gore i det ovala rummet och mäter gardinerna. Samtidigt som avsnittet sändes var Lewinsky-affären aktuell och många trodde att Gore skulle få ersätta Clinton men två veckor innan avsnittet sändes friades han dock av senaten så fallet blev inte så. Delen lades dock inte in på grund av skandalen utan på grund av presidentvalet 2000 som många trodde att Gore skulle vinna.
I boken Leaving Springfield har John Alberti beskrivit scenen med sportkommentatorerna att de från början var positiva men sedan de insett att tittarna blev lurade ändrar de inställning. Titeln är en parodi på Sunday, Bloody Sunday. Soffskämtet är en referens till Titanic. Utseendet på brevbäraren som har visningen på postkontorets är baserat på Burl Ives.
"Vincent Price's Egg Magic" är en parodi på kändispussel som var populärt på 1960-talet i USA. Att hans pussel handlar om ägg en referens till att Price spelade Egghead i Batman. Scenen att Rudy är för liten för att åka på Super Bowl är en referens till Rudy Ruettiger i filmen Rudy. Dolly Parton säger i avsnittet att hon ska medverka i halvtidshowen med Rob Lowe och Stomp. Inför matchen på Pre-Game festivalen ser man att en unge kissar tillsammans med fotbollsspelarna Ricky Watters och Jim Plunkett i ett stånd.

## Mottagande
Avsnittet sändes på Fox den 31 januari 1999 och fick en Nielsen ratings på 11.6 vilket ger 11,5 miljoner tittare och var de tionde mest sedda programmet under veckan. Avsnittet finns på DVD-utgåvan The Simpsons - Gone Wild. I avsnittet får man ser en av reklamfilmerna som Marge och Lisa tittar på under Super Bowl, i reklamfilmen tvättar ett par lättklädda katoliker en nörds bil på en bensinmack. Reklamfilmen är baserad på alla reklamfilmer under Super Bowl där man aldrig inser vad det är för produkt de gör reklam för. Martin kom med idén att reklamfilmen skulle vara för den katolska kyrkan. Scenen granskades senare av Catholic League. Efter avsnittet skrev de ett debattinlägg i Catalyst där de berättar att de skrivit till Thomas Chavez för att få en bättre förklaring än förra gången de klagade på serien. Fox fick också själva flera klagobrev från katoliker, enligt Scully tolkar han flera av breven som att de flesta inte av dem inte följer serien och flera av dem skrevs av barn som troligen tvingats av sina föräldrar.
Catholic League kontaktade därefter Fox igen i september för att få scenen att bli borttagen i repriser, detta resulterade att  producenterna fick order från Roland MacFarland på Fox att ta bort det och ersätta det med metodisterna, presbyterianer eller baptister, som respons på det frågade Scully honom varför det är för skillnad på andra religioner och som svar förklarade MacFarland att det bara är katolikerna som klagar. En kompromiss gjordes och ingen kyrka nämndes i repriserna i USA, scenen finns dock kvar på DVD-utgåvan och i andra länder. I en intervju med Los Angeles Times har Scully sagt att när man skämtar om religion är det mycket mera känsligt än andra saker. Marisa Guthrie har i Boston Herald kritiserat Fox för att gå katolikerna tillmötes, samma sak gjorde också Howard Rosenberg i Los Angeles Times.
I ett senare nummer av Catalyst förklarade Catholic League sig varför de hade rätt. David Packard har i DVD Verdict skrivit att avsnittet är ett av hans favoriter och att han gillar mest delen på postkontoret och Super Bowl-reklamfilmen. Warren Martyn och Adrian Wood har i I Can't Believe It's a Bigger and Better Updated Unofficial Simpsons Guide beskrivit avsnittet som en trevlig bild över vad som kan hända när ett gäng pojkar bestämmer sig för att titta på en fotbollsmatch, de gillade också gästskådespelares medverkande. James Plath på  DVD Town kallar avsnittet för roligt, och Ian Jane på DVD Talk har beskrivit avsnittet som underhållande. I Orlando Sentinel har Gregory Hardy placerat avsnittet som den tredje bästa med temat sport i seriens historia.
Phillip Stephenson på Pittsburgh Post-Gazette kallar avsnittet för en klassiker och Susan Dunne på The Hartford Courant har beskrivit avsnittet som utsvävande och lustigt. Greg Paeth från The Cincinnati Post  har noterat att kritikerna gillade avsnittet. Colin Jacobson på DVD Movie Guide har anser att kändisarna medverkade bara för att få reklam för sig själva och inte för att underhålla tittarna och avsnittet var inte smart utan bara dumt, förutom några få scener som när Homer ringer till Lenny för att få honom att följa med på matchen. Jake McNeill på Digital Entertainment News har skrivit att eftersom avsnittet hade så många gästskådespelare att det inte fanns plats för en lång handling eller många skämt. Chris Barsanti på Filmcritic.com anser att avsnittet var dåligt eftersom det var för många kändisar och dåliga skämt.